# 荒尾成倫
荒尾 成倫（あらお なりとも）は、江戸時代中期の鳥取藩家老。米子荒尾家4代目。

## 経歴
貞享元年（1684年）5月21日、鳥取藩家老荒尾成重の長男として生まれる。元禄5年（1692年）6月7日、父成重の死去により、9歳で家督相続が認められ、米子領主となる。幼いため叔父荒尾成紹が後見を命じられた。同月27日、叔父成紹、池田知定、鵜殿長春、大叔父利純と共に登城し、藩主池田綱清に拝謁して家督相続の御礼言上を行う。家老として藩主池田吉泰に仕える。
元禄6年（1693年）、朝鮮人安龍福が鳥取を訪れた際に、屋敷で鳥取藩家老の和田三信、津田元長、池田之信とともに引見している。元禄13年（1700年）7月、藩主吉泰の家督相続御礼言上の際、江戸城に登城し、将軍徳川綱吉に拝謁する。
病弱だったようで、元禄11年（1698年）8月、元禄14年（1701年）6月、元禄15年（1702年）2月、と病気療養のため、叔父成紹に伴われ上京している。同年10月、体調も回復し成人していることから、叔父成紹の後見が免じられる。
元禄16年（1703年）10月、荒尾家家中で大事の企てが発覚したとして、家老白井七左衛門親子他を追放する。宝永3年（1706年）2月、藤堂宮内の娘と結婚する。
享保5年（1720年）、鳥取城下の大火（石黒火事）で屋敷を焼失する。享保9年（1724年）4月8日、鳥取城下下臺町より出火し、大火（黒川火事）となる。藩主吉泰自らの指揮の下、家老の成倫も先頭に立って懸命の消火を行った。当時の狂歌に「無骨なは但馬者とて笑えとも 火を消す事は荒尾なりけり」と詠まれている。
享保19年（1734年）7月15日死去、享年51。家督は嫡男の成昭が相続した。